# Голова Верховної Ради України
Голова́ Верхо́вної Ра́ди Украї́ни — одна з найвищих державних посад в Україні. Голова Верховної Ради України організовує роботу Верховної Ради України, координує діяльність її органів та представляє її у відносинах з іншими органами державної влади.  Верховна Рада України обирає із свого складу як Голову Верховної Ради України, так і його Першого заступника і заступника  та відкликає їх з цих посад.

## Правовий статус Голови Верховної Ради України
Голова Верховної Ради України володіє індивідуальним конституційно-правовим статусом, що передбачає наявність у нього власних конституційних повноважень, які існують поряд з конституційною компетенцією Верховної Ради України в цілому і покликані сприяти реалізації останньої, мають допоміжний, похідний характер від компетенції Верховної Ради України. Водночас у здійсненні своїх повноважень Голова Верховної Ради України реалізує власну правоздатність, виступає самостійним суб'єктом публічно-правових відносин.

## Повноваження Голови Верховної Ради
Голова Верховної Ради України на виконання повноважень, визначених Конституцією України:
- веде засідання Верховної Ради з дотриманням вимог Регламенту;
- організовує роботу Верховної Ради, координує діяльність її органів;
- підписує акти, прийняті Верховною Радою, чим засвідчує відповідність їх змісту прийнятим рішенням;
- забезпечує оприлюднення актів Верховної Ради, які не потребують наступного підписання Президентом України;
- здійснює повноваження, передбачені статтями 94, 112 Конституції України; (підписує закони і  направляє їх Президентові України, у разі дострокового припинення повноважень Президента України, виконує частину його повноваження, що визначені статтею 112)
- представляє Верховну Раду у зносинах з іншими органами державної влади України та органами влади інших держав і міжнародними організаціями;
- вживає заходів для забезпечення безпеки й охорони Верховної Ради відповідно до закону;
- вживає заходів щодо охорони та захисту народних депутатів;
- веде засідання Погоджувальної ради;
- забезпечує дотримання календарного плану роботи сесії та порядку денного пленарних засідань;
- вживає заходів щодо забезпечення присутності народних депутатів на пленарних засіданнях;
- організовує розробку планів законопроєктної роботи Верховної Ради;
- організовує підготовку питань до розгляду на пленарних засіданнях;
- здійснює контроль за своєчасним направленням і розглядом депутатських запитів;
- видає розпорядження з питань організації роботи Верховної Ради, в тому числі про порядок підготовки документів та діловодство у Верховній Раді, а також про відрядження народних депутатів, посадових осіб Верховної Ради і підписує відповідні документи;
- розподіляє посадові обов'язки між Першим заступником і заступником Голови Верховної Ради України, контролює їх виконання ними, координує діяльність комітетів, тимчасових спеціальних комісій, тимчасових слідчих комісій;
- визначає головний комітет з підготовки проєктів актів, внесених на розгляд Верховної Ради;
- має право скликати та проводити засідання комітетів, тимчасових спеціальних комісій для розгляду визначених ним або Верховною Радою питань, якщо відповідний комітет або тимчасова спеціальна комісія несвоєчасно чи неналежно виконують свої функції, й повідомляє про це на найближчому пленарному засіданні;
- порушує перед відповідними органами, посадовими особами питання про відповідальність осіб за невиконання ними вимог, встановлених цим Регламентом, законами України «Про статус народного депутата України», «Про комітети Верховної Ради України», про тимчасові слідчі комісії, спеціальну тимчасову слідчу комісію і тимчасові спеціальні комісії Верховної Ради України;
- організовує роботу апарату Верховної Ради та здійснює контроль за його діяльністю;
- у разі необхідності скасовує розпорядження Першого заступника чи заступника Голови Верховної Ради України та керівника апарату Верховної Ради України;
- пропонує Верховній Раді кандидатуру для призначення на посаду керівника апарату Верховної Ради України;
- забезпечує розроблення проєкту кошторису витрат на здійснення повноважень Верховної Ради на наступний рік;
- не пізніше як через два місяці після закінчення бюджетного року забезпечує подання на розгляд Верховної Ради звіту про надходження коштів до кошторису за минулий рік, їх використання та відповідність затвердженому кошторису витрат на здійснення повноважень Верховної Ради;
- звертається до суду з позовом про дострокове припинення повноважень народного депутата в разі невиконання ним вимоги щодо несумісності депутатського мандата з іншими видами діяльності;
- виконує доручення Верховної Ради;
- здійснює інші повноваження, визначені Конституцією України, законами України та Регламентом ВР.

## Голови Верховної Ради України

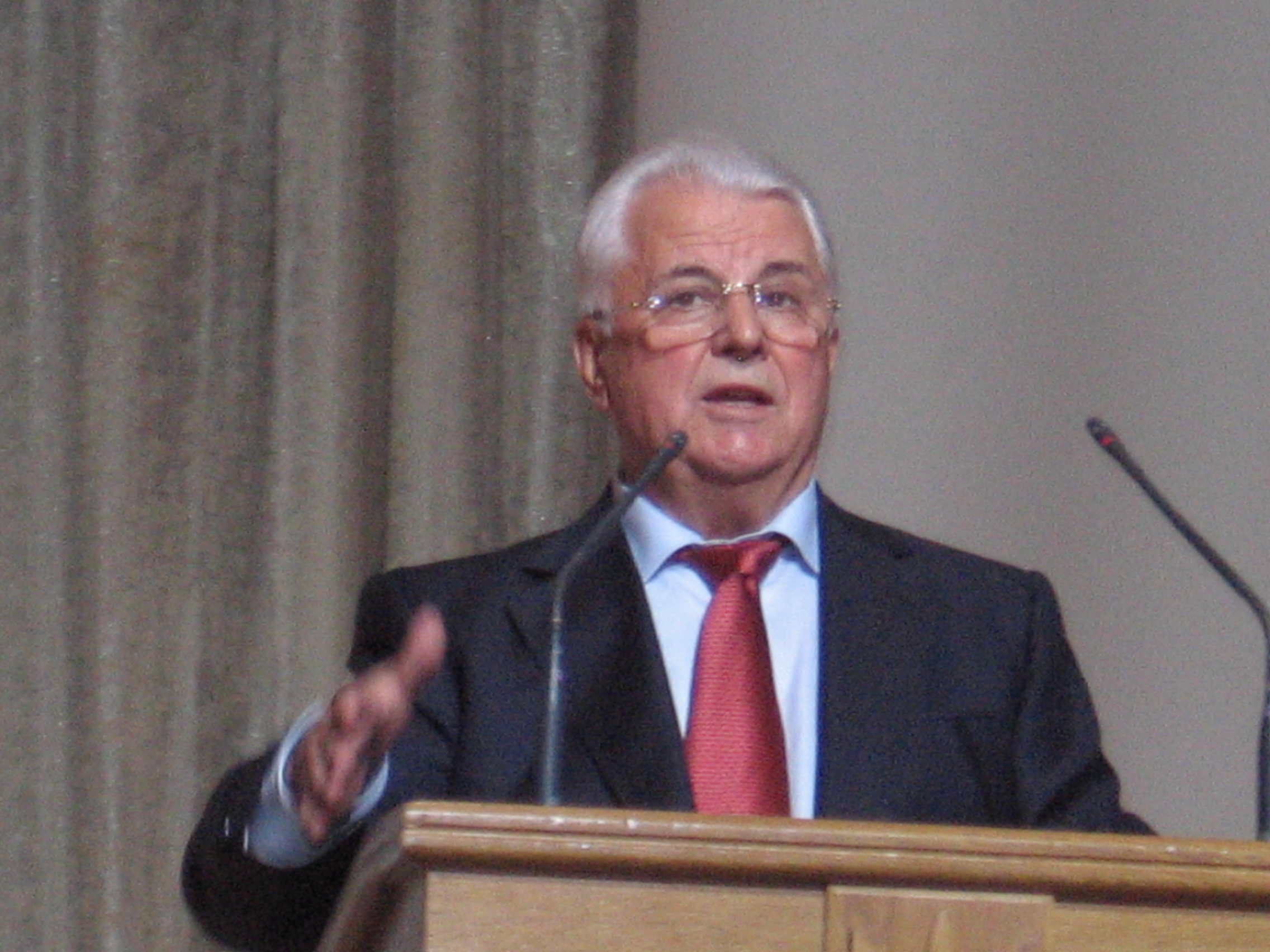
1-й Голова Верховної Ради Леонід Кравчук
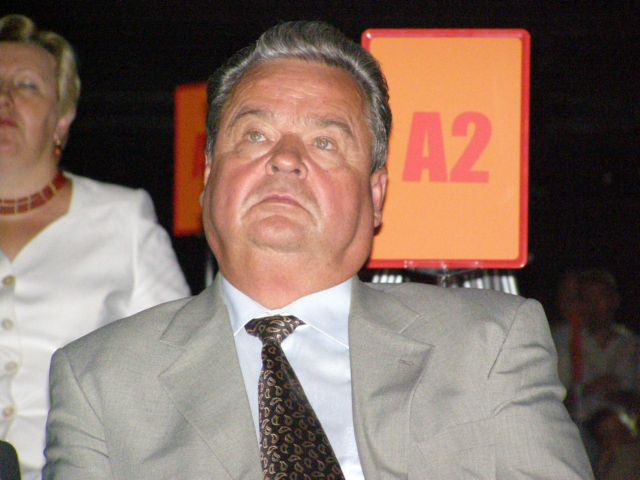
2-й, 5-й Голова Верховної Ради Іван Плющ
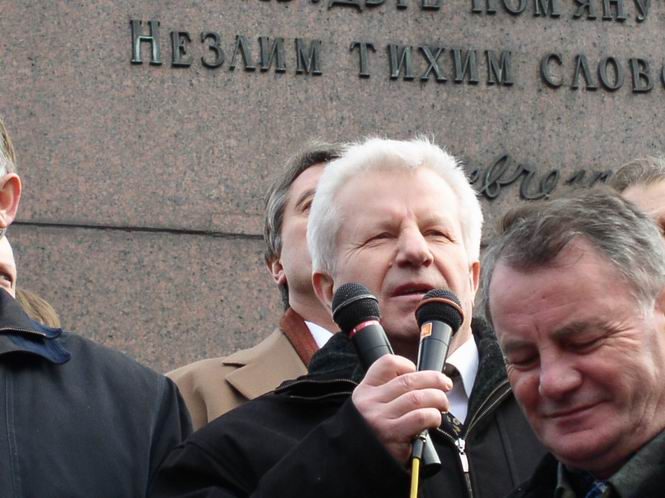
3-й, 7-й Голова Верховної Ради Олександр Мороз
4-й Голова Верховної Ради Олександр Ткаченко
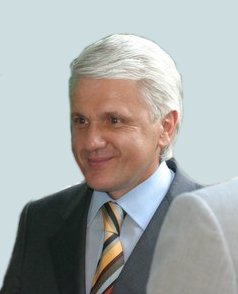
6-й, 9-й Голова Верховної Ради Володимир Литвин
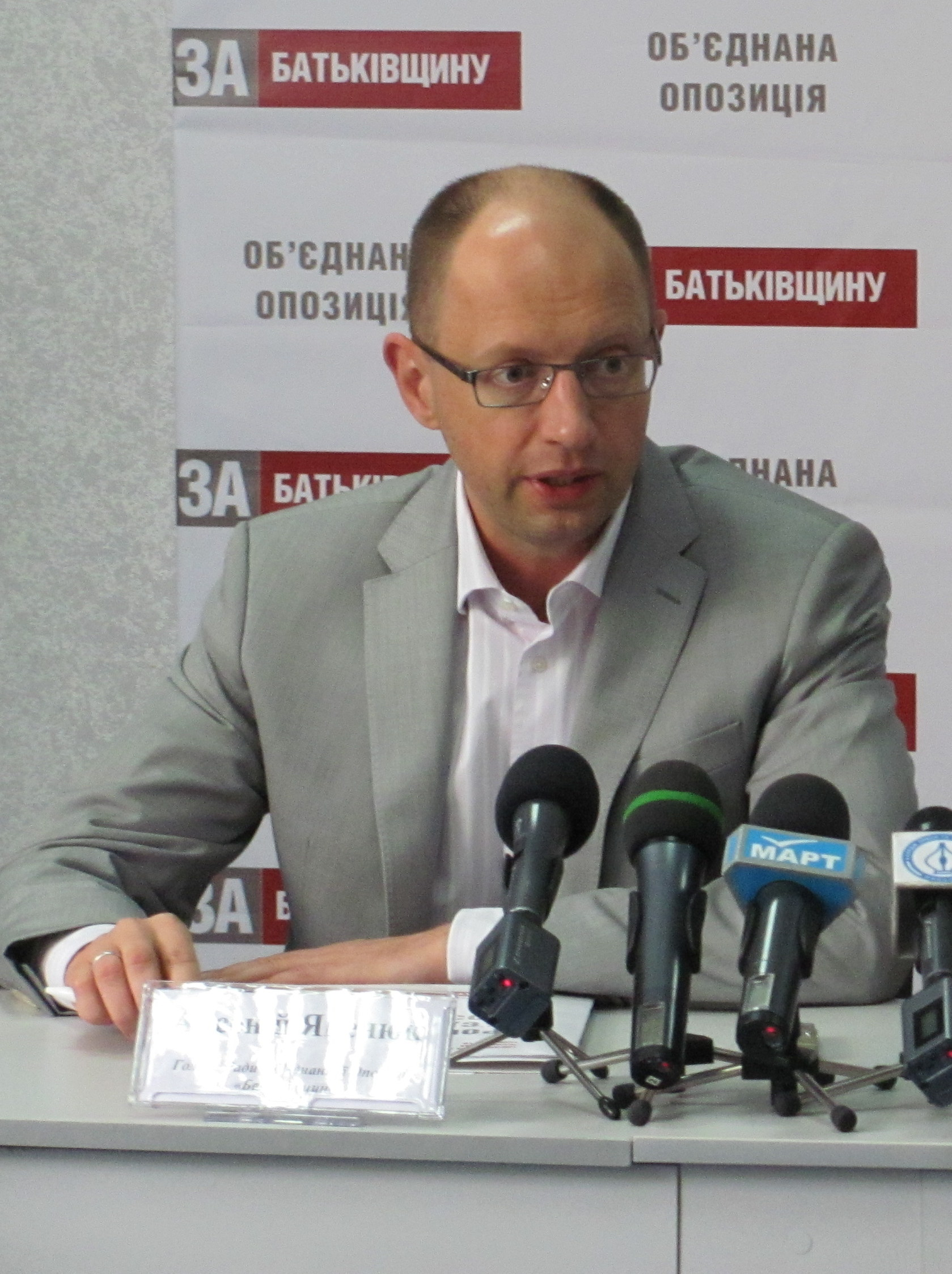
8-й Голова Верховної Ради Арсеній Яценюк
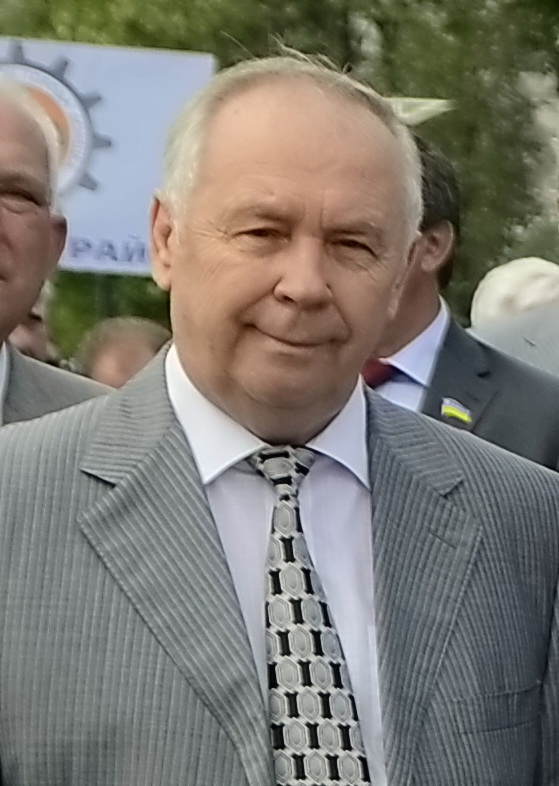
10-й  Голова Верховної Ради Володимир Рибак
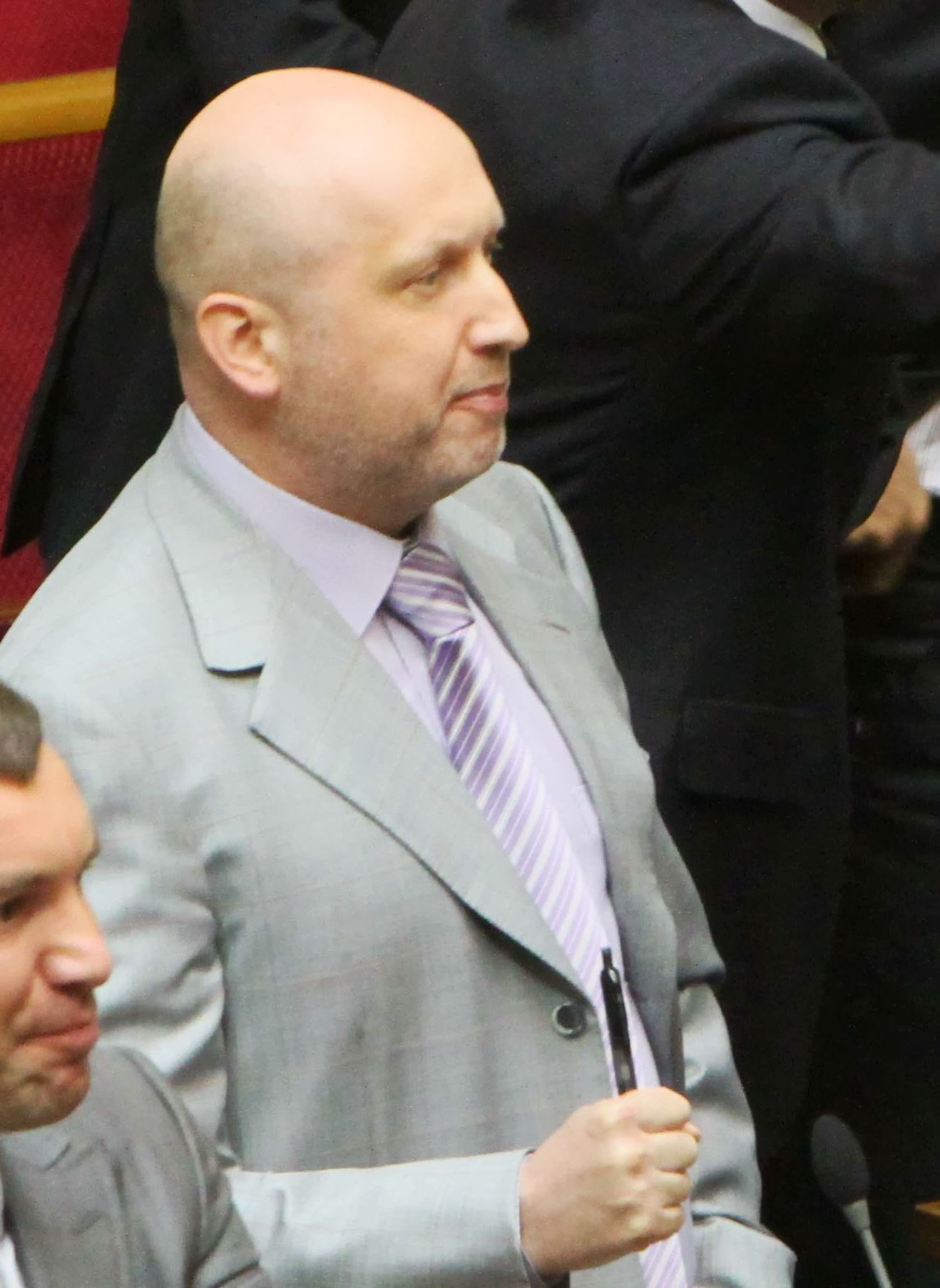
11-й  Голова Верховної Ради Олександр Турчинов
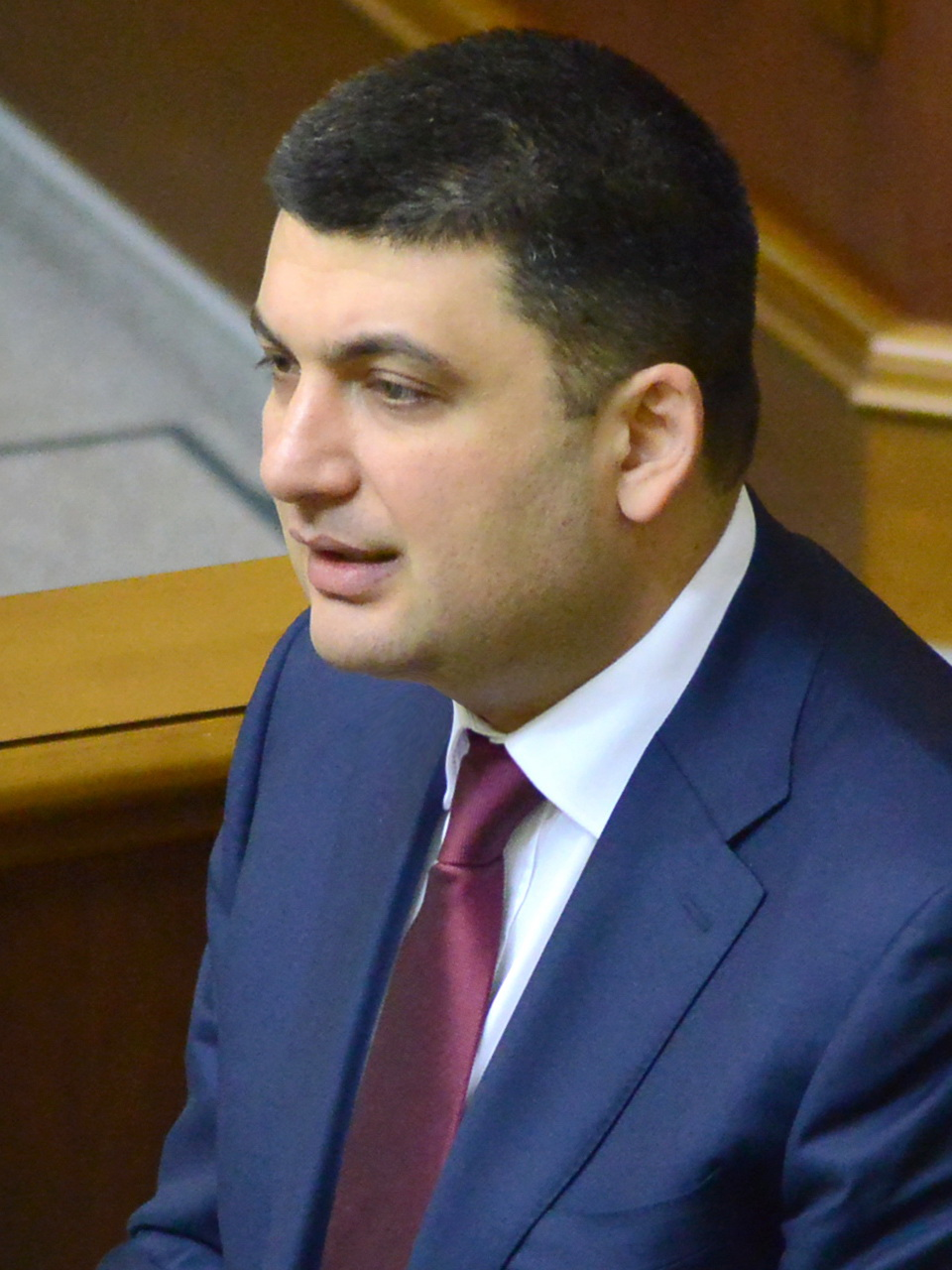
12-й Голова Верховної Ради Володимир Гройсман
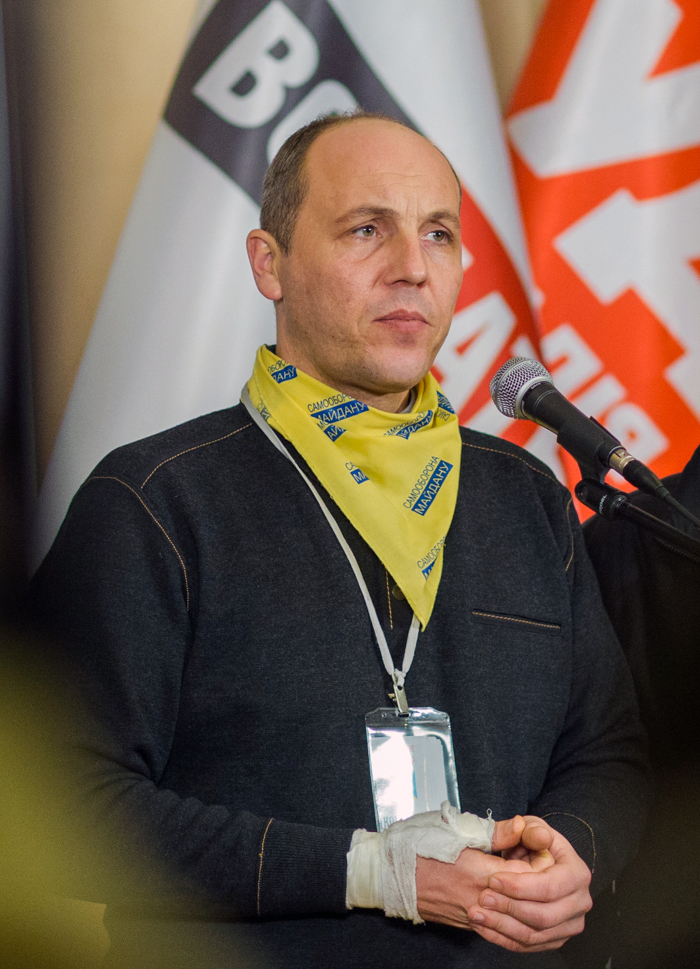
13-й Голова Верховної Ради Андрій Парубій
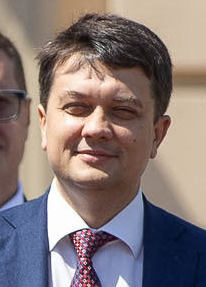
14-й Голова Верховної Ради Дмитро Разумков
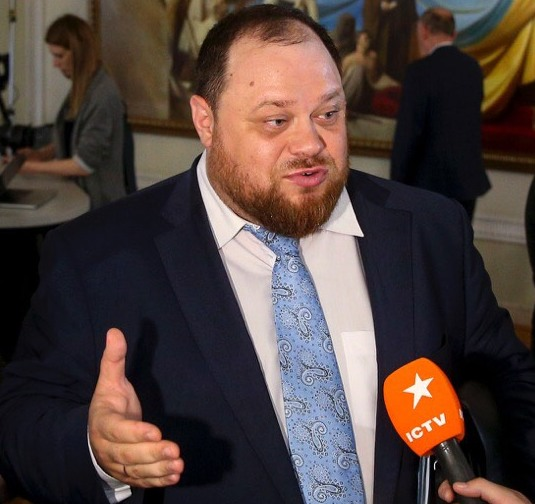
15-й Голова Верховної Ради Руслан Стефанчук

## Молодіжна рада при Голові Верховної Ради України
Молодіжна рада при Голові Верховної Ради України — це колегіальний консультативно-дорадчий орган Голови Верховної Ради України, що утворюється з метою залучення молоді до діяльності Верховної Ради України та її органів, створення можливостей для врахування позиції молоді.
Молодіжна рада діє на постійній основі з ротацією її персонального складу кожні два роки.
12 серпня 2024 року Голова Верховної Ради України Руслан Стефанчук на Українському молодіжному форумі 2024 «Вільні мріяти» оголосив про початок створення Молодіжної Ради при Голові Верховної Ради України.
6 грудня 2024 року Руслан Стефанчук підписав розпорядження «Про Молодіжну раду при Голові Верховної Ради України», а вже 3 січня 2025 року було оголошено конкурсний відбір до Молодіжної ради при Голові українського Парламенту, реєстрація тривала до 15 лютого 2025.